# Jarosław Szafran

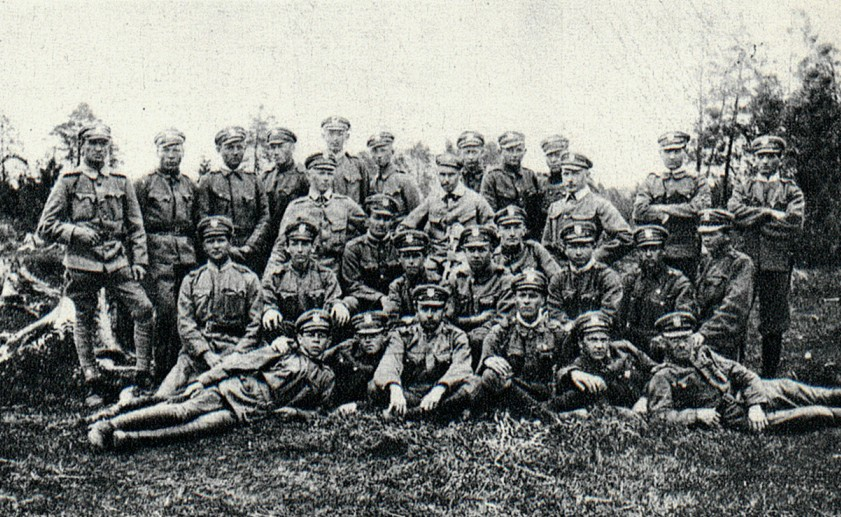
Ppor. Jarosław Szafran wraz ze swym plutonem, Legiony Polskie.

Jarosław Adam Bolesław Szafran, ps. „Sulewa” (ur. 5 listopada 1895 w Brzeżanach, zm. wiosną 1940 w Charkowie) – pułkownik dyplomowany piechoty Wojska Polskiego, kawaler Orderu Virtuti Militari, ofiara zbrodni katyńskiej.

## Życiorys
Syn Tomasza i Heleny z Truszkowskich urodzony w Brzeżanach. Był bratem Stanisława, Tadeusza Mariana (ur. 1891), kapitana piechoty, kawalera Virtuti Militari, Mieczysława (ur. 1893), Bronisława, Zdzisława Kazimierza (1902–1974), kapitana piechoty, Zbigniewa Jerzego Witolda (ur. 1905), kapitana piechoty, Bolesława, Marii, Janiny oraz zmarłych w dzieciństwie Bogusława Zygmunta i Ewy.
Ukończył C. K. Gimnazjum w Brzeżanach. Członek Związku Walki Czynnej i Związku Strzeleckiego oraz żołnierz Legionów Polskich. Dowodził plutonem 2 kompanii I batalionu 1 pułku piechoty. Przeszedł z pułkiem całą kampanię wojenną. Był ranny 23 października 1914 w bitwie pod Laskami. 29 września 1914 został mianowany chorążym, a 1 listopada 1916 podporucznikiem. Po kryzysie przysięgowym wcielony do armii austriackiej i wysłany na front włoski. Walczył w składzie 100 pułku piechoty.
Od 1918 w 5 pułku piechoty Legionów. Walczył w obronie Przemyśla i pod Lwowem. Od 1919 w stopniu kapitan został dowódcą kompanii 1 pp Leg. Brał udział w wyprawie kijowskiej. Uczestnik wojny z bolszewikami w szeregach 1 pułku piechoty Legionów, 58 pułku piechoty i 13 pułku piechoty. W latach 1921–1923 był słuchaczem II Kursu Normalnego Wyższej Szkoły Wojennej w Warszawie. Z dniem 1 października 1923, po ukończeniu studiów i uzyskaniu dyplomu naukowego oficera Sztabu Generalnego, został wyznaczony na stanowisko szefa sztabu 10 Dywizji Piechoty w Łodzi. 3 maja 1926 został mianowany podpułkownikiem ze starszeństwem z dniem 1 lipca 1925 roku i 32. lokatą w korpusie oficerów piechoty. Od listopada 1926 pełnił służbę w Dowództwie Okręgu Korpusu Nr IV w Łodzi na stanowisku szefa Oddziału Ogólnego. 29 listopada 1927 został przeniesiony do kadry oficerów piechoty z jednoczesnym przesunięciem w DOK IV na stanowisko szefa sztabu. 5 listopada 1928 został przeniesiony do 7 pułku piechoty Legionów w Chełmie na stanowisko zastępcy dowódcy pułku. 23 grudnia 1929 został przeniesiony do Inspektoratu Armii w Warszawie. 31 marca 1930 został przeniesiony do Sztabu Głównego na stanowisko zastępcy szefa Oddziału III. 18 czerwca 1930 został przeniesiony do 41 pułku piechoty w Suwałkach na stanowisko dowódcy pułku. 21 grudnia 1932 został mianowany pułkownikiem ze starszeństwem z dniem 1 stycznia 1933 i 10. lokatą w korpusie oficerów piechoty. Do 1939 pełnił służbę na stanowisku pierwszego dowódcy piechoty dywizyjnej 1 Dywizji Piechoty Legionów w Wilnie. W okresie od 28 listopada do 7 grudnia 1938 był słuchaczem Kursu doskonalącego dla wyższych dowódców w Centrum Wyszkolenia Piechoty w Rembertowie.
W kampanii wrześniowej 1939 dowodził 35 Dywizją Piechoty (rezerwową). Po kapitulacji obrony Lwowa przez Armią Czerwoną, wbrew warunkom kapitulacji miasta został zatrzymany w niewoli sowieckiej. Przebywał w obozie w Starobielsku. Wiosną 1940 został zamordowany w Charkowie przez funkcjonariuszy NKWD i pogrzebany w Piatichatkach, gdzie od 17 czerwca 2000 mieści się oficjalnie Cmentarz Ofiar Totalitaryzmu w Charkowie. Figuruje na Liście Starobielskiej NKWD pod poz. 3770. 

Był żonaty i miał dwóch synów: Lesława (ur. 27 września 1920) i Stanisława (ur. 8 czerwca 1922). 
Postanowieniem nr 112-48-07 Prezydenta Rzeczypospolitej Polskiej Lecha Kaczyńskiego z 5 października 2007 został awansowany pośmiertnie do stopnia generała brygady. Awans został ogłoszony 9 listopada 2007 w Warszawie, w trakcie uroczystości „Katyń Pamiętamy – Uczcijmy Pamięć Bohaterów”.

## Ordery i odznaczenia
- Krzyż Srebrny Orderu Wojskowego Virtuti Militari nr 7078 – 17 maja 1922[21][1]
- Krzyż Niepodległości – 20 stycznia 1931[22][23][24]
- Krzyż Oficerski Orderu Odrodzenia Polski – 10 listopada 1928[25][24]
- Krzyż Walecznych dwukrotnie[24]
- Złoty Krzyż Zasługi – 16 marca 1928[26][24]
- Medal Pamiątkowy za Wojnę 1918–1921[24]
- Medal Dziesięciolecia Odzyskanej Niepodległości[24]
- Złota Odznaka Honorowa Ligi Obrony Powietrznej i Przeciwgazowej I stopnia[27]
- Medal 10 Rocznicy Wojny Niepodległościowej (Łotwa)[28][24]